# Yehoshua Yakhot
Yehoshua Yakhot (en russe : Иегошуа Яхот / Овший Овшиевич Яхот) (né le 2 mars 1919 à Yaryshev, décédé le 21 décembre 2003 à Tel Aviv ) est un professeur en philosophie de l'URSS. En 1975, il est contraint d'émigrer à Israël.

### Travaux
- (fr) Qu'est-ce que le matérialisme dialectique ?, éditions de Moscou,  1965
- (fr) Introduction au matérialisme historique, éditions de Moscou, 1972,
- (fr),  avec A. Spirkine, initiation au matérialisme dialectique et historique, édition du Progrès, 1973
- Vision matérialiste de la réalité
- Philosophie du nouveau monde
- La répression de la philosophie en URSS (Les années 1920 et 1930)

### Article ou extraits
- (en) What is Matter and in What Forms Does it Exist? extrait de What is Dialectical Materialism?, pp. 42-61,